# جوزيف تشنغ
جوزيف تشنغ (بالإنجليزية: Joseph Cheng)‏ هو قاضي صلح ‏ وسياسي أسترالي، ولد في 1949. حزبياً، نشط في Civic Party ‏.